# 栃木県道133号岩舟停車場線

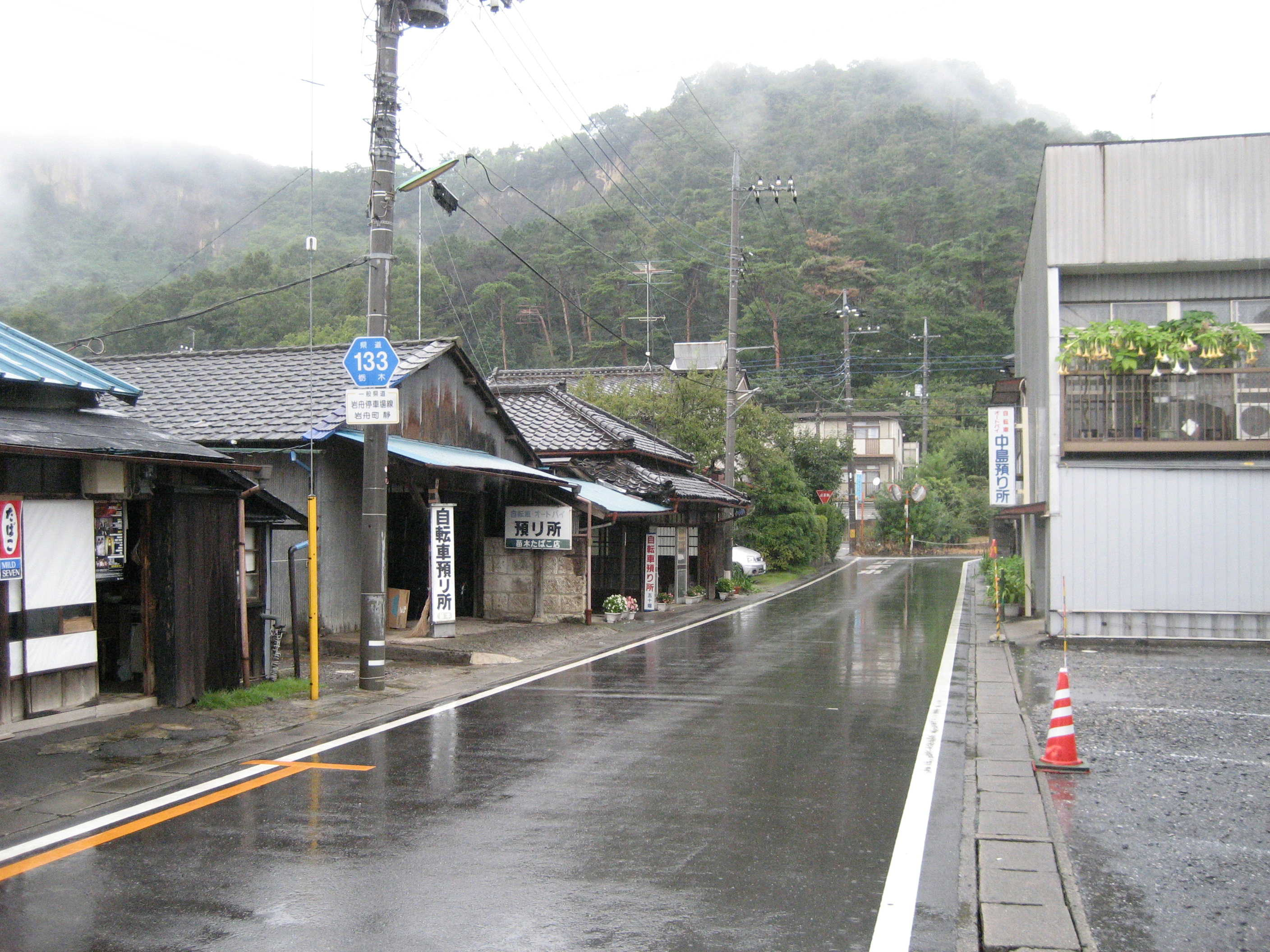
栃木市岩舟町静（JR岩舟駅前）付近

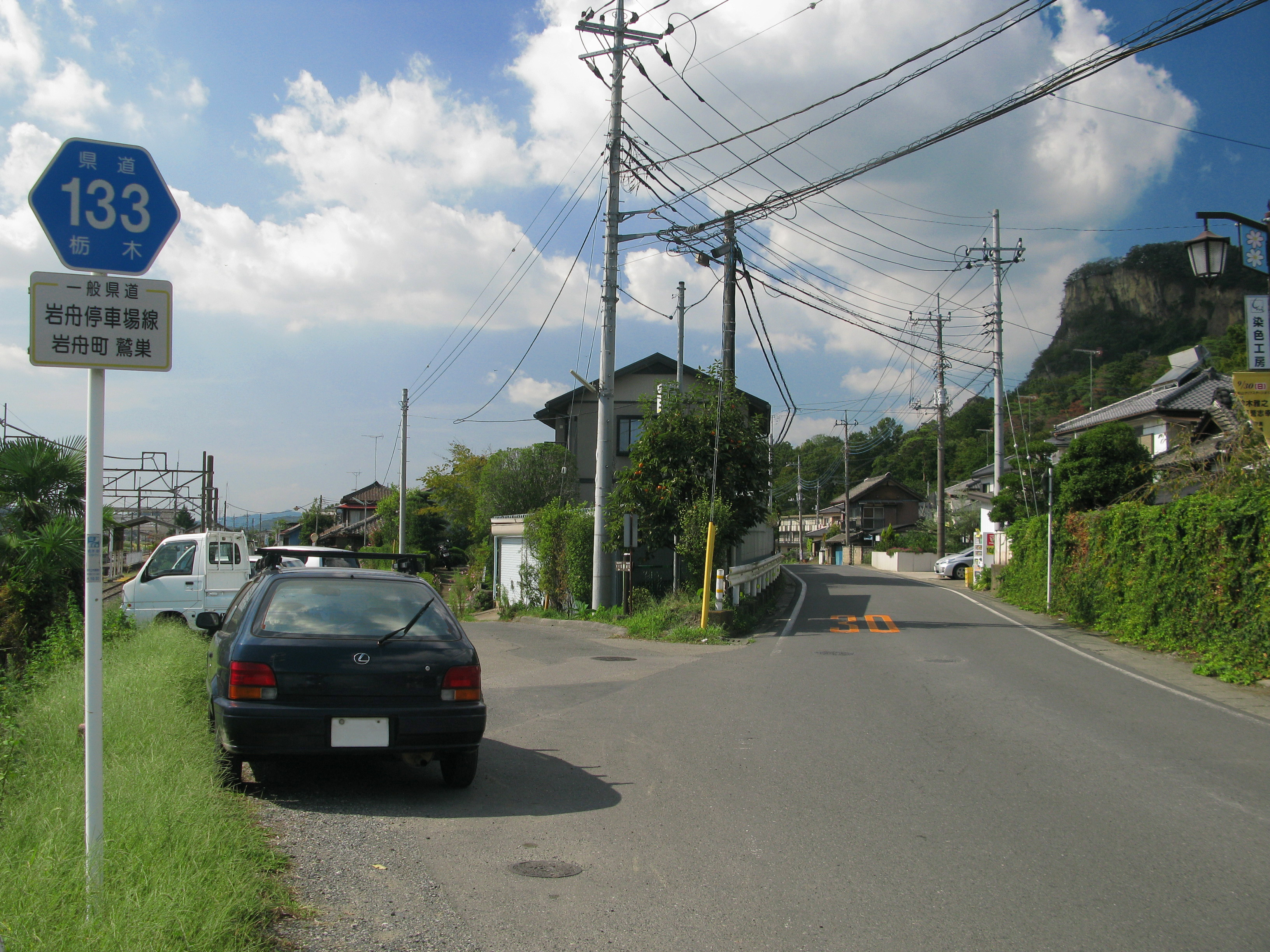
栃木市岩舟町鷲巣付近

栃木県道133号岩舟停車場線（とちぎけんどう133ごう いわふねていしゃじょうせん）は、栃木県栃木市に位置する一般県道である。

## 概要
栃木県南部、栃木市岩舟地域の玄関口であるJR岩舟駅から、岩舟町を東西に貫く旧国道50号（県道桐生岩舟線）までを結ぶ路線。旧50号から岩舟駅東側までの一部区間は旧来からの道路であることから道幅が狭く、対向車の行き違いが困難である。

## 路線データ
- 総延長：1.142km
- 実延長：1.142km[1]
- 起点：栃木県栃木市岩舟町静（岩舟停車場）
- 終点：栃木県栃木市岩舟町静（JR岩舟駅入口交差点＝群馬県道・栃木県道67号桐生岩舟線交点）
- 認定：1961年（昭和36年）4月1日

## 沿線施設
- JR両毛線 岩舟駅
- 岩舟石の資料館（旧川島石材店）
- 栃木市立岩舟中学校
- 岩舟幼稚園